# Tuerie du lycée de Graz
La tuerie du lycée de Graz survient le 10 juin 2025 dans un gymnasium de la capitale de la Styrie, en Autriche. Onze personnes sont tuées, dont le tireur présumé, qui s'est suicidé. Plusieurs élèves et enseignants sont également blessés.

## Déroulement
Le 10 juin 2025 vers 10 heures, des coups de feu ont été entendus au Bundesoberstufenrealgymnasium (lycée supérieur fédéral) de la rue Dreierschützengasse, dans le quartier de Lend à Graz. Le tireur, qui serait un ancien élève du lycée, âgé de 21 ans, a ouvert le feu dans au moins deux salles de classe. Les autorités ont dépêché des forces de police et l'EKO Cobra, l'unité d'intervention antiterroriste de la police fédérale autrichienne. Un hélicoptère a également été déployé. Une alerte de catastrophe a été émise pour les hôpitaux voisins.
Le tireur présumé a ensuite été retrouvé mort dans les toilettes du lycée, les autorités indiquant qu’il a probablement retourné l'arme contre lui. Un grand nombre de victimes ont été confirmées, bien que le nombre exact de blessés n’ait pas été publié. La salle de spectacle Helmut-List-Halle (en), située à proximité, a été transformée en centre de triage d’urgence pour les blessés.

## Réactions
Le chancelier Christian Stocker a annulé tous les rendez-vous de la journée, et le ministre de l’Intérieur s’est rendu à Graz pour coordonner la réponse du gouvernement. Le ministre de l’Éducation Christoph Wiederkehr (en) ferme donc provisoirement le lycée et la maire Elke Kahr annule tous les évènements des deux semaines à venir.
La présidente de la Commission européenne, Ursula von der Leyen, a exprimé ses condoléances et remercie les services d'urgence pour leurs actions. Le président ukrainien Volodymyr Zelensky, la Première ministre italienne Giorgia Meloni ainsi que de nombreux autres chefs d’État et de gouvernement, dont ceux de Slovénie, de République tchèque et de Hongrie, ont également exprimé leurs condoléances[réf. à confirmer].